# قرار مجلس الأمن التابع للأمم المتحدة رقم 2051
 قرار مجلس الأمن التابع للأمم المتحدة رقم 2051، المتخذ بالإجماع في 12 يونيو 2012.

## أعمال
1. أعاد المجلس التأكيد على ضرورة التنفيذ الكامل وبموجب الأزمنة المحددة في المبادرة الخليجية وآليتها التنفيذية بموجب قراره 2014 (2011).
2. دعا كل الأطراف في اليمن فوراً الامتناع عن استخدام العنف لتحقيق أهداف سياسية.
3. نبه إلى أنه التزاماً بالآلية التنفيذية يجب أن تركز الفترة الثانية للعملية الانتقالية على:
(أ) عقد مؤتمر حوار وطني شامل.
(ب) إعادة هيكلة القوات الأمنية والمسلحة تحت قيادة مهنية وطنية موحدة وإنهاء كل الصراعات المسلحة.
(ج) خطوات لمعالجة العدالة الانتقالية وحشد الدعم الوفاق الوطني
(د) الإصلاح الدستوري والانتخابي وعقد الانتخابات العامة في فبراير 2014.
4. أيد المجلس جهود الرئيس عبد ربه منصور هادي وحكومة الوحدة الوطنية بالدفع بالعملية السياسية إلى الامام، بما في ذلك إصلاح القطاع الأمني وإجراء تغييرات في المناصب العليا في أجهزة الأمن والقوات المسلحة وانطلاق الأعمال التحضيرية لعقد مؤتمر الحوار الوطني.
5. شدد على أهمية إجراء مؤتمر حوار وطني شامل لجميع، يشارك فيه الجميع وشفاف وذو معنى، يضم مجموعات الشباب والنساء ويدعو كل أصحاب المصلحة في اليمن للمشاركة بشكل فعال وبناء في هذه العملية.
6. طالب بوقف كافة الأعمال التي تستهدف التأثير على حكومة الوحدة الوطنية والتحول السياسي، بما فيها الهجمات على البنى التحتية للنفط والغاز والكهرباء، والتدخل في القرارات المتعلقة بإعادة بناء القوات المسلحة والأمنية، والاعتراض تنفيذ القرار الرئاسي الصادر في 6 أبريل 2012 الخاصة بتعيينات عسكرية ومدنية، معبراً عن استعداده لاتخاذ اجراءات أخرى، بما فيها تلك التي تنص عليها المادة 41 من ميثاق الامم المتحدة إذ استمرت مثل هذه الأعمال.
7. شدد على أنه يجب محاسبة كل أولئك المسئولين عن انتهاكات وجرائم حقوق الإنسان وعلى ضرورة إجراء تحقيق شامل ومستقل ومحايد يتماشى مع المعايير الدولية في اتهامات مخالفات وانتهاكات حقوق الإنسان، لمنع الإفلات من العقاب ولضمان المحاسبة الشاملة.
8. عبر المجلس عن قلقه استمرار عملية تجنيد الأطفال واستخدامهم من قبلة مجموعات المسلحة وبعض الجهات في الجيش ودعا إلى تكثيف الجهود الوطنية لمنع تشجيع إستغلال وتجنيد الأطفال.
9. ذكرالحكومة اليمنية والأطراف الأخرى بضرورة الإسراع في إطلاق سراح المتظاهرين الذين اعتقلوا بطرق غير قانونية وشرعية خلال الأزمة.
10. حث الحكومة اليمنية على تمرير تشريع العدالة الإنتقالية لدعم المصالحة بشكل سريع ودون أي تأخير.
11. دعا المجلس كافة الاطراف للامتثال للقانون الدولي الواجب التطبيق بما في ذلك القانون الإنسان الدولي وقانون حقوق الإنسان.
12. دعا المجلس المجتمع الدولي، بما في ذلك الأمم المتحدة ودول مجلس التعاون الخليجي وعلى وجه الخصوص من خلال مجموعة أصدقاء اليمن لتقديم دعم فعال ومتزايد لدعم الحكومة اليمنية لتتمكن من مواجهة التحديات السياسية والامنية والاقتصادية والإنسانية.
13. شجع المجتمع الدولي لتوفير مساعدات إنسانية لليمن ودعا للتمويل الكامل لخطة الاستجابة الإنسانية للعام 2012 وفي هذا الخصوص طالب كل الأطراف في اليمن بتسهيل الوصول الآمن والسلس المساعدات الإنسانية لضمان توصيل المساعدات للسكان المحتاجين.
14. أكد أهمية إنجاز حكومة الوحدة الوطنية واتفاقها على خطة التنمية للعامين بُغية تحديد مجالات أولوية السياسية وطرق التمويل، إلى جانب تحديد المجالات الرئيسية للإصلاح وطلب المجلس من المانحين دعم خطط التنمية من خلال تأسيس طرق التمويل والمساهمة في مؤتمر المانحين القادم.
15. أعرب المجلس عن قلقه إزاء ارتفاع عدد الهجمات التي تمت أو التي تبناها تنظيم القاعدة في جزيرة العرب وعن إصراره على معالجة هذه المخاطر وفقاً لميثاق الامم المتحدة والقانون الدولي بما في ذلك قوانين حقوق الإنسان واللاجئين والقوانين الإنسانية.
16. طلب من الأمين العام مواصلة مساعيه الحميدة، بما في ذلك، من خلال جهود المستشار الخاص وأكد على أهمية التنسيق الوثيق مع الشركاء الدوليين من أجل المساهمة الفعالة في إنجاح الانتقال في اليمن ورحب في هذا الصدد بالمشاركة السياسية للأمم المتحدة من خلال تواجد بسيط في اليمن يضم فريق خبراء لدعم تنفيذ خطوات العملية الانتقالية ولتقديم النصح للأطراف وبالتنسيق مع الحكومة اليمنية، خاصةً في دعم عملية الحوار الوطني.
17. طلب من الأمين العام أن يواصل تنسيق المساعدة المقدمة من المجتمع الدولي لدعم الحوار الوطني وعملية الانتقال، كما هو منصوص عليه في آلية تنفيذ مبادرة مجلس التعاون الخليجي.
18. طلب من الأمين العام الاستمرار بتقديم تقارير حول التطورات في اليمن كل 60 يوماً.
19. قرر المجلس ان يبقي المسألة قيد نظره الفعلي.

## وصلات خارجية
- نص قرار مجلس الأمن رقم 2051